# Юні Афродіти
«Юні Афродіти» ( Μικρές Αφροδίτες, трансліт. Микрес Афродітес) — фільм-драма 1963 року. Режисер Нікос Кундурос, сценарій Вассіліс Вассиликос.
Фільм було знято буквально "з нічого". Ніхто його не оплачував, а режисер Кундурос сам був одночасно і оператором, тоді як мати шила костюми.
Фільм триває 88 хвилин і був знятий у чорно-білому форматі .

## Сюжет
Дія відбувається в 200 році до н. е. (в період еллінізму). Основну увагу було приділено чуттєвому пробудженню двох дітей, Скаймноса та Хлої. Кочове плем'я пастухів у пошуках нових пасовищ спускається з гір, щоб поселитися недалеко від рибальського поселення. Жінки із поселення приховуються і єдині, хто не боїться, - Арта, дружина рибалки, і дванадцятирічна дівчинка Хлоя.
Скимнос, молодий пастух, підходить до Хлої, яка ходить напівголою біля скель на пляжу. Підлітки розпочинають гру, яка закінчується сексом, Скимнос ловить пелікана для Хлої і робить з нього опудало. В цей самий час, Арта дає відпір Тсакалосу, потім поступається, і пара зустрічається в печері, а Скимнос і Хлоя спостерігають за ними крізь тріщину в скелі.
Коли пастухи вирішили йти далі, Скимнос відмовляється слідувати за ними. Ликас, німий підліток-пастух, знаходить Хлою і гвалтує її. Спочатку Хлоя бореться, але потім, мабуть, змирившись з відчуття першого сексуального досвіду, піддається йому. Коли Скимнос побачив це, він розв'язує мертвого пелікана, кидає його труп у море і дозволяє морю віднести його.

## Нагороди
- Silver Bear for Best Director (Berlin Film Festival) - Nikos Koundouros[3]
- International Federation of Film Critics (FIPRESCI) Prize
- Thessaloniki Film Festival Award for Best Film and Best Director - Nikos Koundouros[4]

## Зовнішні посилання
- Mikres Aphrodites на сайті IMDb (англ.) (англ.)